# Leeuwenhoekmedaille
De Leeuwenhoekmedaille is een wetenschapsprijs die in 1875 is ingesteld ter herdenking van Antoni van Leeuwenhoeks ontdekking van 'microscopische wezens'.
De medaille werd eenmaal per tien jaar toegekend aan een geleerde die zich gedurende het voorbije tienjarig tijdvak het meest verdienstelijk heeft gemaakt op het gebied van de studie van microbiologie. Een niet-permanente commissie van de Afdeling Natuurkunde van de Koninklijke Nederlandse Akademie van Wetenschappen beoordeelde de kandidaten die werd voorgedragen. De eerste medaille werd in 1875 toegekend aan Christian Gottfried Ehrenberg. Vanaf 2015 wordt de medaille uitgereikt door de Koninklijke Nederlandse Vereniging voor Microbiologie (KNVM).

## Laureaten
- 1875 : Christian Gottfried Ehrenberg, Duitsland
- 1885 : Ferdinand Cohn, Duitsland
- 1895 : Louis Pasteur, Frankrijk
- 1905 : Martinus Beijerinck, Nederland
- 1915 : Sir David Bruce, Brits-Australisch microbioloog
- 1925 : Félix d'Herelle, Frans-Canadees microbioloog, mede-ontdekker van de bacteriofagen
- 1935 : Sergei Winogradsky, Russisch microbioloog vanwege '"(...) zijn onderzoekingen op het gebied van de gisting en in het bijzonder ook op dat van de nitrificerende bacteriën."[2]
- 1950 : Selman Waksman, Oekraïens-Brits microbioloog
- 1960 : André Michael Lwoff, Frankrijk
- 1970 : Cornelis (Kees) van Niel, Nederlands-Amerikaans microbioloog
- 1981 : Roger Stanier, Canada
- 1992 : Carl Woese, Verenigde Staten
- 2003 : Karl Stetter, Duitsland, onderzoekt microbieel leven bij hoge temperaturen
- 2015 : Craig Venter, Verenigde Staten